# Scott Harrington
Scott Harrington (Louisville, 24 de dezembro de 1963) é um ex-automobilista norte-americano.

## Carreira
Harrington competiu regularmente na IndyCar entre 1996 e 2000, retornando em 2002. Marcou 219 pontos em 13 corridas. Ele ainda não conseguiu vaga em 5 provas, e seu melhor resultado foi um quinto lugar no GP de Phoenix, em 1999. Pela CART, inscreveu-se em 3 etapas, entretanto disputaria apenas o GP de Mid-Ohio.

## Desempenho na Indy 500
A primeira tentativa de Harrington em se classificar para as 500 Milhas de Indianápolis foi em 1989, sem sucesso. Na fase da IRL, conseguiu a vaga na edição de 1996,driversedge.org/> classificando-se na última fila, à frente do veterano Danny Ongais (ex-piloto de Fórmula 1), que foi chamado para substituir Scott Brayton, que havia feito a pole-position, porém sofreu um acidente fatal durante o Carburation Day.
Sua participação durou 162 voltas, quando bateu com Lyn St. James na curva 1. A edição de 1996 foi a única que Harrington disputou na carreira.
Entre 1997 e 2000, ele tentou repetir a classificação de 1996, mas não teve sucesso. Na Indy500 de 2002, aos 38 anos de idade, Harrington teve uma última chance de obter vaga no grid, mas também não obteve êxito. Após o fracasso, disputaria ainda a etapa de Michigan antes de sua aposentadoria das pistas. Desde então, Harrington trabalha como um coach de pilotos.